# 林肯计划
林肯计划（英語：The Lincoln Project）是一个政治行动委员会，由数位显赫共和党人与前共和党人在2019年后期建立。該委员会的工作目的是阻止唐纳德·特朗普在2020年大选中再次当选。乔·拜登成为民主党待定候选人后，委员会于2020年4月宣布了对拜登的支持。雖然其聲稱希望向共和黨支持者游說反對特朗普，惟實際上，該組織對共和黨以致特朗普的支持者毫無影響力。
该组织宣布其任务于美国当地时间2020年11月7日上午11：26完成。林肯计划官方推特发表了如下推文：
The mission of this Allied Force was fulfilled at 11:26 am local, November 7, 2020. 
- Galen 

## 由来
委员会的成立在2019年12月7日由喬治.康威，史蒂夫‧施密特，約翰‧韋弗和里克·威爾遜撰文发表在纽约时报专栏中宣布。其他联合创始人包括珍妮佛‧霍恩, Ron Steslow, Reed Galen, 和 Mike Madrid。
喬治.康威是特朗普的顾问Kellyanne Conway（凯莉安·康威）的丈夫。Schmidt（施密特）曾负责John McCain（约翰·麦凯恩）的2008年总统竞选，Weaver（韦弗）则于2000年主持了McCain的总统竞选。Wilson（威尔逊）是媒体顾问。这四个人都是特朗普的直言不讳的批评者。Schmidt于2018年离开共和党。 Jennifer Rubin（詹妮弗·鲁宾）在《华盛顿邮报》的专栏中将四位创始人描述为“一些最重要的NeverTrump共和党人”。Horn是共和党活动组织者，也是新罕布什尔州共和党的前任主席。Steslow是一名营销策略师和政治顾问。Galen是一名独立的政治顾问。Madrid是加利福尼亚共和党的前政治总监。Galen担任林肯计划的财务主管。

## 电视广告
林肯项目已经制作了许多反对特朗普及支持拜登的电视广告。《华盛顿邮报》专栏作家詹妮弗·魯賓称林肯计划的广告“因如下原因而具有毁灭性：它们被以闪电般的速度制出，因此能及时加入到公众的辩论中；它们直击特朗普本人最脆弱的环节（例如，质疑他是否有足够的精力， 质疑他是否有牵涉到国外的腐败）； 它们在很大程度上包含特朗普本人的言行。” 大约三分之二的电视广告都集中在2020年总统大选上，但林肯计划也制作了广告以支持民主党在其它选举中竞选，比如为蒙大拿州州长 Steve Bullock（史蒂夫 ·布洛克）的一则广告中推选 Bullock 争取目前在位的 Steve Daines 的参院席位。此外，他们还发布了攻击共和党参议员科里·加德納，玛尔塔·麦萨利，汤姆·蒂利斯，蘇珊·柯琳絲，喬尼·恩斯特和多数党领袖密契·麥康諾 的视频。 这些议员对促成今日的特朗普有不可推卸的责任， 而他们的参院席位也都在2020年面临再选。
2020年3月17日，委员会发布了名为《Unfit》 （页面存档备份，存于）的视频，批评特朗普对美国 COVID-19 的处理。
2020年6月下旬至2020年7月初，林肯项目发布了两则广告，分别题为《赏金》 （页面存档备份，存于）和《出卖》 （页面存档备份，存于），抨击特朗普在得到俄罗斯悬赏谋害驻阿富汗美军的情报报告之后一直未作出反应 。 在《赏金》中，画外音说：“现在，我们知道弗拉基米尔·普京为谋杀美国士兵付出了赏金。唐纳德·特朗普也知道，但他对此无任何作为 。”

## 創辦人涉性侵
美國《紐約時報》2021年1月31日揭發由共和黨人成立、反前總統特朗普團體「林肯計劃」的61歲聯合始創人約韓·韋弗（John Weaver），在過去5年涉利用職權性騷擾多名年輕男子。報道訪問了聲稱有上述遭遇的21名年輕男子，他們指控韋弗曾提出有關性行為的邀請和玩笑，韋弗則否認。
報道指，韋弗多年來擔任共和黨戰略分析師，期間一直在網上向對政治感興趣的年輕男性發送挑逗訊息，表明只要與他發生性行為，就可以幫助他們從事政治工作。《紐約時報》調查發現，韋弗曾向一人表示：「當我們見面時，我會寵壞你。我幫你提供建議、資訊、付帳單都沒問題，只要你給我肉體幫助。」